# 20 février en sport
20 janvier 20 mars
Chronologies thématiques
- Croisades
- Ferroviaires
- Disney

Le 20 février (51e jour de l'année) en sport.

## Événements

### XIXesiècle
- 1855 :
  - (Boxe) : le champion anglais Harry Broome renonce à honorer des rencontres prévues contre Tom Paddock, mais continue à être reconnu comme le champion[1].
- 1886 : 
  - (Rugby à XV /Tournoi britannique) : l'équipe d’Écosse bat largement l'Irlande 4 à 0 à Édimbourg[2].

### XXesièclede1901à1950
- 1912 :
  - (Football) : à Anvers, la Belgique bat la Suisse 9-2.
- 1938 :
  - (Hockey sur glace) : le Canada bat la Grande-Bretagne 3 à 1 après prolongation en finale des championnats du monde.

### XXesièclede1951à2000
- 1997 :
  - (Athlétisme) : Emma George porte le record du monde du saut à la perche féminin à 4,55 mètres.
- 1999 :
  - (Athlétisme) : Emma George porte le record du monde du saut à la perche féminin à 4,60 mètres.

### XXIesiècle
- 2005 :
  - (Sport automobile) : en NASCAR, Jeff Gordon remporte la course de Daytona 500.
- 2010
  - (JO d'hiver) : à Vancouver au Canada 9e jour de compétition.
- 2014 :
  - (JO d'hiver) : à Sotchi en Russie 15e jour de compétition.
- 2018 : 
  - (JO d'hiver) : à Pyeongchang en Corée du Sud, 13e jour de compétition.
- 2022 :  
  - (JO d'hiver) : à Pékin en Chine 19e jour et le dernier jour de compétition qui se termine par la Cérémonie de clôture.
- 2025 :
  - (Biathlon / Championnats du monde) : lors des Championnats du monde organisée à Lenzerheide, le duo français composée de Julia Simon et de Quentin Fillon Maillet s'impose sur le relais mixte simple. Ils devancent les Norvégiens Ragnhild Femsteinevik et Johannes Thingnes Bø ainsi que les Allemands Franziska Preuß et Justus Strelow, respectivement médaillés d'argent et de bronze.

## Naissances

### XIXesiècle
- 1879 :
  - Hod Stuart, hockeyeur sur glace canadien. († 23 juin 1907).
- 1885 :
  - Robert Monier, skipper français. Médaillé d'argent du 6,5 m aux Jeux d'Anvers 1920. († ?).
- 1895 :
  - Louis Zborowski, pilote de courses automobile britannique. († 19 octobre 1924).

### XXesièclede1901à1950
- 1901 :
  - Marc Detton, rameur français. Médaillé d'argent en double-scull aux Jeux de Paris 1924. († 24 janvier 1977).
- 1903 :
  - Charles Pélissier, cycliste sur route français. († 28 mai 1959).
- 1904 :
  - Oliver MacDonald, athlète de sprint américain. Champion olympique du relais 4 × 400 m aux Jeux de Paris 1924. († 14 avril 1973).
- 1911 :
  - István Énekes, boxeur hongrois. Champion olympique des -58,8 kg aux Jeux de Los Angeles 1932. († 2 janvier 1940).
- 1918 :
  - Joseph Jadrejak, footballeur puis entraîneur français. (3 sélections en équipe de France). († 24 novembre 1990).
- 1922 :
  - Jean Diederich, cycliste sur route luxembourgeois. († 6 décembre 2012).
- 1930 :
  - Jacques Degats, athlète de sprint français. Champion d'Europe d'athlétisme du relais 4 × 400 m 1954. († 29 mars 2015).
  - Humberto Maschio, Joueur de football international et entraîneur argentin d'origine italienne. († 20 août 2024).
- 1934 :
  - Bobby Unser, pilote de courses automobile américain.
- 1938 :
  - Mahmoud Al-Gohary, footballeur puis entraîneur égyptien. Champion d'Afrique de football 1959. Sélectionneur de l'équipe d'Égypte de 1988 à 1990 et de 1997 à 2002, de l'équipe d'Oman de 1996 à 1997 et de l'équipe de Jordanie en 2002. Champion d'Afrique de football 1998. Vainqueur des Coupe des clubs champions 1982 et 1993. († 3 septembre 2012).
  - André Chorda, footballeur français. (24 sélections en équipe de France). († 18 juin 1998).
- 1940 :
  - Jimmy Greaves, footballeur anglais. Champion du monde de football 1966. Vainqueur de la Coupe d'Europe des vainqueurs de coupe 1963. (57 sélections en équipe nationale). († 19 septembre 2021).
  - Francesco Stacchino, footballeur italien.
- 1942 :
  - Phil Esposito, hockeyeur sur glace puis entraîneur canadien.
- 1943 :
  - Thomas Daley, hockeyeur sur glace canadien.
  - Jean-Pierre Giudicelli, pentathlonien français. Médaillé de bronze par équipes aux Jeux de Mexico 1968.
- 1947 :
  - José Broissart, footballeur puis entraîneur français. (10 sélections en équipe de France).
- 1948 :
  - Pierre Bouchard, hockeyeur sur glace canadien.

### XXesièclede1951à2000
- 1951 :
  - Phil Neal, footballeur puis entraîneur anglais. Vainqueur de la Coupe UEFA 1976 puis des Coupe des clubs champions 1977, 1978, 1981 et 1984. (50 sélections en équipe nationale).
  - Pertti Teurajärvi, fondeur finlandais. Champion olympique du relais 4 × 10 km aux Jeux d'Innsbruck 1976 et médaillé de bronze du relais 4 × 10 km aux Jeux de Lake Placid 1980.
- 1955 :
  - Tim Lee-Davey, pilote de courses automobile britannique.
- 1956 :
  - Rick Green, hockeyeur sur glace canadien.
- 1957 :
  - Dominique Bedel, joueur de tennis français.
- 1958 :
  - Félix Lacuesta, footballeur français.
- 1959 :
  - Scott Brayton, pilote de courses automobile américain. († 17 mai 1996).
  - Feriana Ferraguzzi, footballeuse italienne. (99 sélections en équipe nationale).
  - Bill Gullickson, joueur de baseball américain.
- 1960 :
  - Paul Arpin, athlète de fond français.
  - Olivier Lenglet, épéiste puis dirigeant sportif français. Médaillé d'argent par équipes aux Jeux de Los Angeles 1984 puis champion olympique par équipes aux Jeux de Séoul 1988. Champion du monde d'escrime à l'épée par équipes 1982 et 1983.
- 1961 :
  - Éric Dumont, navigateur français.
- 1962 :
  - Pierre Quinon, athlète de sauts français. Champion olympique de la perche aux Jeux de Los Angeles 1984. Détenteur du record du monde du saut à la perche du 28 août 1983 au 1er septembre 1983. († 17 août 2011).
- 1963 :
  - Charles Barkley, basketteur américain. Champion olympique aux Jeux de Barcelone 1992 et aux Jeux d'Atlanta 1996. (21 sélections en équipe nationale).
  - Joakim Nyström, joueur de tennis puis entraîneur suédois.
- 1964 :
  - Rudi Garcia, footballeur puis entraîneur français.
- 1966 :
  - Dennis Mitchell, athlète de sprint américain. Champion olympique du relais 4 × 100 m et médaillé de bronze du 100 m aux Jeux de Barcelone 1992 puis médaillé d'argent du relais 4 × 100 m aux Jeux d'Atlanta 1996. Champion du monde d'athlétisme du relais 4 × 100 m 1991 et 1993.
- 1967 :
  - Paul Accola, skieur alpin suisse. Médaillé de bronze du combiné aux Jeux de Calgary 1988.
- 1969 :
  - Siniša Mihajlović, footballeur puis entraîneur yougoslave puis serbe. Vainqueur de la Coupe des clubs champions en 1991 avec l'Étoile rouge de Belgrade puis de la Coupe d'Europe des vainqueurs de coupe en 1999 avec la Lazio Rome. Sélectionneur de la Serbie entre 2012 et 2013. (63 sélections en équipe nationale). († 16 décembre 2022).
- 1971 :
  - Willy Jobard, pilote de rallye-raid moto français.
- 1974 :
  - Yamna Belkacem, athlète de fond française. Championne du monde de cross-country court par équipes 1999.
- 1975 :
  - Liván Hernández, joueur de baseball cubain.
  - Ismael Kirui, athlète de fond kényan. Champion du monde d'athlétisme du 5 000 m 1993 et 1995.
  - Kristina Saltanovič, athlète de marche slovène.
  - Brendan Witt, hockeyeur sur glace canadien.
- 1976 :
  - Marek Nikl, footballeur tchèque. (5 sélections en équipe nationale).
  - João Vieira, athlète de marche portugais.
- 1977 :
  - Stephon Marbury, basketteur américain. Médaillé de bronze aux Jeux d'Athènes 2004. (8 sélections en équipe nationale).
- 1979 :
  - Simon Dufour, nageur français. Médaillé de bronze du 200 m dos aux Championnats du monde de natation 2003. Médaillé de bronze du 200 m dos aux Championnats d'Europe de natation en petit bassin 2001 puis médaillé d'argent du 4 × 100 m 4 nages et médaillé de bronze du 200 m dos aux Championnats d'Europe de natation 2004.
- 1980 :
  - Arthur Abraham, boxeur allemand. Champion du monde poids moyens de boxe de 2005 à 2009 et champion du monde poids super-moyens de boxe de 2012.
  - Artur Boruc, footballeur polonais. (58 sélections en équipe nationale).
  - Imanol Harinordoquy, joueur de rugby à XV puis consultant TV français. Vainqueur des Grand Chelem 2002, 2004 et 2010, et du Tournoi des six nations 2007 puis du Challenge européen 2012. (82 sélections en équipe de France).
- 1981 :
  - Elisabeth Görgl, skieuse autrichienne. Médaillée de bronze de la descente et du slalom géant aux Jeux de Vancouver 2010. Championne du monde de ski alpin de la descente et du super-G 2011.
  - Marestella Torres, athlète de sauts philippine. Champion d'Asie d'athlétisme de la longueur 2009.
- 1982 :
  - Ofentse Mogawane, athlète de sprint sud-africain.
- 1983 :
  - Justin Verlander, joueur de baseball américain.
- 1984 :
  - Zhu Xiaolin, athlète de fond chinoise.
- 1986 :
  - Yoshimi Yamashita, arbitre de football japonaise.
- 1987 :
  - Eilidh Doyle, athlète de haies britannique. Médaillée de bronze du relais 4 × 400 m aux Jeux de Rio 2016. Championne d'Europe d'athlétisme du 400 m haies 2014 et du relais 4 × 400 m 2016.
  - James Johnson, basketteur américain.
  - Tim Sparv, footballeur finlandais.
- 1988 :
  - Mathieu Belie, joueur de rugby à XV franco-espagnol. (5 sections avec l'équipe d'Espagne).
  - Ki Bo-bae, archère sud-coréenne. Championne olympique en individuelle et par équipes aux Jeux de Londres 2012 puis championne olympique par équipes aux Jeux de Rio 2016. championne du monde de tir à l'arc en double mixte 2011, championne du monde de tir à l'arc par équipes et en double mixte 2013 puis championne du monde de tir à l'arc en individuelle et en double mixte 2015.
  - Laure Funten-Prévost, athlète de demi fond française.
  - Jakub Holuša, athlète de demi fond tchèque.
- 1989 :
  - Angelo Esposito, hockeyeur sur glace canadien.
- 1990 :
  - Jonas Wohlfarth-Bottermann, basketteur allemand.
- 1991 :
  - Andrew Gemmell, nageur américain. Champion du monde de natation du 5km mixte en eau libre 2011.
- 1992 :
  - Aaron Appindangoyé, footballeur gabonais. (38 sélections en équipe nationale).
  - Alexandre Coeff, footballeur français.
  - Lawson Craddock, cycliste sur route américain.
  - Jordan Hooper, basketteuse américaine.
  - Grégoire Puel, footballeur français.
  - Pauliina Vilponen, volleyeuse finlandaise. (18 sélections en équipe nationale).
- 1994 :
  - Brigid Kosgei, athlète de fond kényane. Victorieuse des Marathons de Chicago 2018 et 2019 puis des marathons de Londres 2019 et 2020. Détentrice du Record du monde du marathon depuis le 13 octobre 2019.
- 1995 :
  - Samir Bellahcene, handballeur français. (4 sélections en équipe de France).
- 1996 :
  - Artsem Karalek, handballeur biélorusse. (28 sélections en équipe nationale).
  - Guillaume Leclerc, hockeyeur sur glace français.
  - Lorenzo Montipò, footballeur italien.
  - Grace Wembolua, basketteuse en fauteuil roulant franco-congolaise.
- 1998 :
  - Emam Ashour, footballeur égyptien. (9 sélections en équipe nationale).
- 1997 : 
  - Sturla Holm Lægreid, biathlète norvégien.
- 1999 :
  - Barnabé Couilloud, joueur de rugby à XV français. (1 sélection en équipe nationale universitaire).
  - Roseline Éloissaint, footballeuse haïtienne. (12 sélections en équipe nationale).
- 2000 :
  - Karolina Bosiek, patineuse de vitesse polonaise.
  - Kristóf Milák, nageur hongrois. Champion d'Europe de natation du 200 m papillon 2018.

### XXIesiècle
- 2001 :
  - Nelson Épée, joueur de rugby à XV et à sept français. Champion olympique aux Jeux de Paris 2024. (33 sélections avec l'équipe de France masculine de rugby à sept).
  - Martín Satriano, footballeur uruguayen.
- 2003 :
  - Yannick Agnero, footballeur ivoirien.
- 2004 :
  - Álex Calvo, footballeur espagnol.
  - Élan Ricardo, footballeur colombien.
  - Vinicinho, footballeur brésilien.
- 2005 :
  - Breno Bidon, footballeur brésilien.
  - Pietro Comuzzo, footballeur italien.
  - Rasmus Holten, footballeur norvégien.
- 2006 :
  - Kornel Lisman, footballeur polonais.

## Décès

### XXesièclede1901à1950
- 1929 :
  - Manuel Díaz, 54 ans, sabreur et fleurettiste cubain. Champion olympique du sabre individuel et du fleuret par équipes aux Jeux de Saint-Louis 1904. (° 8 avril 1874).
- 1932 :
  - Georges Casanova, 41 ans, épéiste français. Médaillé de bronze par équipe aux Jeux d'Anvers 1920. (° 26 juillet 1890).
  - James Kelly, 66 ans, footballeur puis dirigeant de football écossais. (8 sélections en équipe nationale). (° 5 octobre 1865).
- 1950 :
  - Dougie Morkel, 64 ans, joueur de rugby XV sud-africain. (9 sélections en équipe nationale). (° 26 octobre 1885).

### XXesièclede1951à2000
- 1953 :
  - Dorothy Shepherd Barron, 55 ans, joueuse de tennis britannique. Médaillée de bronze du double dames aux Jeux de Paris 1924. (° 24 novembre 1897).
- 1960 :
  - Karl Gustafsson, 71 ans, footballeur suédois. (32 sélections en équipe nationale). († 16 septembre 1888).
- 1966 :
  - Paul Zielinski, 54 ans, footballeur allemand. (15 sélections en équipe nationale). (° 20 novembre 1911).
- 1967 :
  - Ulderico Sergo, 53 ans, boxeur italien. Champion olympique des -53,5 kg aux Jeux de Berlin 1936. (° 4 juillet 1913).
- 1996 :
  - Viktor Konovalenko, 57 ans, hockeyeur sur glace soviétique puis russe. Champion olympique aux Jeux d'Innsbruck 1964 puis aux Jeux de Grenoble 1968. Champion du monde de hockey sur glace 1963, 1970 et 1971. (° 11 mars 1938).
- 2000 :
  - Jean Dotto, 71 ans, cycliste sur route français. Vainqueur du Tour d'Espagne 1955. (° 27 mars 1928).

### XXIesiècle
- 2002 :
  - Laura duPont, 52 ans, joueuse de tennis américaine. (° 4 mai 1949).
- 2005 :
  - Jimmy Young, 56 ans, boxeur américain. (° 16 novembre 1948).
- 2007 :
  - Guy Cluseau, entraîneur de football français. Sélectionneur de l'équipe du Maroc de 1968 à 1969 et en 1979. (° ?).
- 2009 :
  - Joseph Pannaye, 86 ans, footballeur puis entraîneur belge. (13 sélections en équipe nationale). (° 29 juillet 1922).
- 2011 :
  - Noemi Simonetto de Portela, 85 ans, athlète de sauts et de sprint argentine. Médaillée d'argent du saur en longueur aux Jeux de Londres 1948. (° 1er février 1926).
- 2012 :
  - Raymond Cicci, 82 ans, footballeur français. (1 sélection en équipe de France). (° 11 août 1929).
- 2015 :
  - Wayne Moore, 83 ans, nageur américain. Champion olympique du relais 4 × 200 m nage libre aux Jeux d'Helsinki 1952. (° 30 novembre 1931).
- 2021 :
  - Henri Courtine, 90 ans, judoka puis homme politique français. Médaillé d'argent toutes catégories aux Championnats du monde de judo 1956. Champion d'Europe de judo par équipes 1952, champion d'Europe de judo des +80 kg 1958 et 1959, champion d'Europe de judo des -80 kg 1962. (° 11 mai 1930).